# Aziejewo (obwód riazański)
Aziejewo (ros. Азеево) – wieś (sieło) w Rosji, w obwodzie riazańskim, w rejonie jermiszyńskim. W 2010 liczyła 724 mieszkańców. Miejscowość o mieszanym, rosyjsko-tatarskim charakterze etnicznym.